# U-555
Unterseeboot 555 foi um submarino alemão do Tipo VIIC, pertencente a Kriegsmarine que atuou durante a Segunda Guerra Mundial.

## Comandantes
| Comandante                 | Data                                          |
| -------------------------- | --------------------------------------------- |
| Kptlt. Hans-Joachim Horrer | 30 de janeiro de 1941 - 25 de agosto de 1941  |
| Kptlt. Götz von Hartmann   | 26 de agosto de 1941 - 4 de fevereiro de 1942 |
| Horst Rendtel              | 5 de fevereiro de 1942 - agosto de 1942       |
| Ltn. Franz Saar            | agosto de 1942 - 4 de outubro de 1942         |
| Oblt. Dieter Erdmann       | 5 de outubro de 1942 - 30 de novembro de 1943 |
| Oblt. Detlev Fritz         | 1 de dezembro de 1943 - março de 1945         |

## Subordinação
Durante o seu tempo de serviço, esteve subordinado às seguintes flotilhas:
| Período                                        | Flotilha                                      |
| ---------------------------------------------- | --------------------------------------------- |
| 30 de janeiro de 1941 - 30 de novembro de 1942 | 14. Unterseebootsflottille (treinamento)      |
| 1 de dezembro de 1942 - 1 de março de 1945     | 21. Unterseebootsflottille (submarino escola) |